# National Greenback Labor Party
Pour les articles homonymes, voir Greenback.
Le National Greenback Labor Party était un parti politique américain fondé en 1874 pour lutter contre le monétarisme, le lobby bancaire et les risques de déflation. Actif jusqu'en 1879, il avait l'ambition de fédérer les ouvriers et les paysans et a présenté un candidat à l'élection présidentielle américaine en 1876, 1880 et 1884.

## Histoire
Le National Greenback Labor Party a été créé pour dénoncer le « crime de 1873 ». Cette année-là, l'abandon du bimétallisme or-argent par les États-Unis est considéré comme une catastrophe économique pour les dizaines de milliers d'orpailleurs de l'Ouest américain, qui trouvent souvent beaucoup plus d'argent-métal que d'or, via de petites mines artisanales. Ils sont pénalisés car le cours de l'argent par rapport à l'or est divisé par deux entre 1866 et 1900, avec en particulier une grave crise minière sur le Comstock Lode en 1875, qui entraîne la faillite de la Bank of California. 
Le mouvement américain pour le bimétallisme prend son essor et le parti est constitué trois ans après. Les mineurs de l'Ouest s'allient sur le plan politique avec les agriculteurs, qui ont dû acheter des machines agricoles en s'endettant et craignent que la déflation, apparue lors de la Grande Dépression (1873-1896), ne rende leur dette trop lourde à porter.
Le nouveau parti proteste contre le rachat par Washington des dollars émis durant la guerre de Sécession sans être garantis par des réserves d'or, une opération décidée par l'État pour faire reculer l'inflation. En 1864, les dollars circulant sous forme de monnaie en or valaient en moyenne 1,85 fois les dollars émis sous forme de billets de banque, mais les seconds étaient populaires dans l'Ouest, car synonymes d'une économie tournée vers la croissance et l'expansion vers l'Ouest, avec un peu d'inflation qui permettait d'effacer les dettes des fermiers et des petits entrepreneurs sans fortune. Pendant la guerre de Sécession, les pénuries et le gonflement de la masse monétaire avaient entraîné un doublement des prix en cinq ans, mais l'expansion qui a suivi a gonflé les revenus. 
Mais en 1865, le nouveau secrétaire au Trésor américain, Hugh McCulloch décide une politique monétariste. Il obtient du Congrès des États-Unis le vote du « Contraction Act », prévoyant le retrait de 10 millions de dollars de billets en six mois, puis de 4 millions de dollars par mois, ce qui se traduit au total par une contraction monétaire de 44 millions de dollars et une récession dès 1867. Très impopulaire, elle amène la première fédération syndicale de l'histoire des États-Unis, la National Labor Union (en) à réclamer en 1870 un agenda politique incluant la lutte contre la déflation. 
Dans l'Indiana, en 1873, un groupe de fermiers réformistes et d'activistes politiques fonde l'« Independent Party », tandis qu'un « Reform Party », aussi appelé « People's Reform Party » obtient l'élection au poste de gouverneur de William Robert Taylor (en). D'autres succès électoraux sont acquis dans le Wisconsin, en Californie, dans l'Iowa et dans le Kansas et un premier « Greenback Party » est fondé en 1874. Plusieurs conventions régionales sont organisées en 1875 dans d'autres États, aboutissant à la fusion ou la convergence de nombreuses forces politiques, et finalement une convention nationale organisée à Indianapolis, dans l'Indiana en mai 1876 permet de désigner un candidat commun à l'élection présidentielle, l'économiste et pamphlétaire Peter Cooper. Les autres chefs du parti furent, dans l'Est Benjamin-F. Butler et dans l'Ouest le Californien Dennis Kearney.
Le nouveau parti rassemble à sa création exclusivement des agriculteurs. Mais il parvient au bout de trois années à rallier des ouvriers, après un vague de grève réprimées très durement, qui a entraîné la création de micro-partis dans l'Ohio, en Pennsylvanie et à New York. Il devient en 1878 le "Greenback Labor Party", appelé aussi "National Independent Party". Il rassemble aussi des ouvriers des mines de l'Ouest et boycotte les presses fédérales de monnaie, en raison d'un prix officiel de l'argent (seize gramme d'argent pour un gramme d'or) jugé inférieur à celui du marché mondial. 
Quatre ans après sa création, le parti recueille un million de voix aux élections de 1878 et 21 élus au Congrès. C'est l'année de son premier succès, avec le vote par  le Congrès du « Bland-Allison Act » de 1878: chaque mois seront frappées 2 à 4 millions de dollars de pièces d'argent. L'entrée dans les États-Unis de nombreux états de l'ouest va progressivement le renforcer.
En 1890, alors qu'il est déjà en déclin, il obtient le Sherman Silver Purchase Act : le gouvernement doit acheter, avec des bons remboursables dans l'un des deux métaux, au moins 4,5 millions d'once d'argent par mois. 
Mais l'étalon-or s'impose au même moment dans le monde entier.

## Résultats électoraux
| Année | Candidat           | Vote populaire | Vote populaire | Grands électeurs |
| Année | Candidat           | Voix           | %              | Grands électeurs |
| ----- | ------------------ | -------------- | -------------- | ---------------- |
| 1876  | Peter Cooper       | 75 973         | 0,7            | 0                |
| 1880  | James B. Weaver    | 305 997        | 3,3            | 0                |
| 1884  | Benjamin F. Butler | 175 096        | 1,7            | 0                |

| Année | Chambre des représentants | Chambre des représentants | Chambre des représentants | Sénat | Sénat | Sénat  |
| Année | %                         | Voix                      | Sièges                    | %     | Voix  | Sièges |
| ----- | ------------------------- | ------------------------- | ------------------------- | ----- | ----- | ------ |
| 1878  |                           |                           | 13 / 293                  |       |       | 0 / 76 |
| 1880  |                           |                           | 10 / 293                  |       |       | 0 / 76 |
| 1882  |                           |                           | 10 / 325                  |       |       | 0 / 76 |
| 1884  |                           |                           | 2 / 325                   |       |       | 0 / 76 |
| 1886  |                           |                           | 1 / 325                   |       |       | 0 / 76 |